# Damage (1992)
Damage is een Brits psychologisch drama van de Franse regisseur Louis Malle uit 1992. De film is gebaseerd op het gelijknamige boek van Josephine Hart.

## Verhaal
Stephen Fleming is een Brits politicus. Wanneer zijn zoon, de journalist Martyn, zijn nieuwe vriendin Anna aan de familie voorstelt, raakt Stephen seksueel door haar geobsedeerd. Hij is zo gefascineerd door het meisje dat hij zijn gevoelens niet kan beheersen en bedriegt zijn vrouw Ingrid ( Miranda Richardson ). Anna zelf, die Martyn niet wil opgeven, besluit beide mannen te ontmoeten. Stephen zal er alles aan doen om haar te veroveren, ook al richt hij daarmee zijn politieke carrière, zijn familie en zichzelf te gronde.

## Rolverdeling
| Acteur             | Personage           |
| ------------------ | ------------------- |
| Jeremy Irons       | Dr. Stephen Fleming |
| Juliette Binoche   | Anna Barton         |
| Miranda Richardson | Ingrid Fleming      |
| Rupert Graves      | Martyn Fleming      |
| Peter Stormare     | Peter Wetzler       |
| Leslie Caron       | Elizabeth Prideaux  |
| Ian Bannen         | Edward Lloyd        |

## Prijzen en nominaties
| Jaar | Prijs                                                 | Genomineerde(n)    | Uitslag     |
| ---- | ----------------------------------------------------- | ------------------ | ----------- |
| 1992 | BAFTA Award for Best Actress in a Supporting Role     | Miranda Richardson | Gewonnen    |
| 1992 | Academy Award for Actress in a Supporting Role        | Miranda Richardson | Genomineerd |
| 1992 | BAFTA Award for Best Actress in a Supporting Role     | Miranda Richardson | Genomineerd |
| 1993 | Golden Globe Award for Best Supporting Actress - Film | Miranda Richardson | Genomineerd |
| 1993 | César Award for Best Actress                          | Juliette Binoche   | Genomineerd |